# Denis Norden
Denis Mostyn Norden, né à Hackney à Londres le 6 février 1922 et mort à Hampstead dans la même ville le 19 septembre 2018, est un humoriste, auteur, et présentateur de télévision britannique. 
Né d'une famille juive, il sert dans la Royal Air Force pendant la Seconde Guerre mondiale. Après la guerre, de 1948 à 1959, il participe, avec Frank Muir, à l'écriture de l'émission humoristique radiophonique de la BBC intitulée Take it from Here!. Sa collaboration avec Frank Muir dure plus de 50 ans, le duo étant notamment célèbre pour leur participation au jeu radiophonique My Word!.